# Офшор центри
Офшор финансијски центар (Offshore Financial Center - OFC) је посебан сегмент међународних финансијских центара, који се може дефинисати као земља или јурисдикција (територија) која пружа финансијске услуге нерезидентима у мери која је несреазмерна величини и финансирању своје домаће привреде. Основни индикатор офшор статуса земље или територије се детерминише преко нивоа нето извоза финансијских услуга у односу на бруто домаћи производ (БДП).
Основна мотивација нерезидената да послују у офшор центрима укључује разне погодности који ти центри пружају попут одсуства пореза, лабаве регулативе, заштите идентитета и трансакција итд. Офшор центар је обично резултат напора да се привреда неке земље (територије) специјализује за извоз финансијских услуга, са циљем да се генерише приход који је од критичне важности за националну привреду.
Приходи од извоза финансијских услуга офшор центара се обично састоје од: 
1. финансијских услуга које се наплаћују нерезидентима који послују у офшор центрима(банкарске провизије, провизије за посредничке услуге, провизије за управљање инвестиционим фондовима, провизије за управљање финансијском активом итд) и
2. таксе за регистрацију и обнављање регистрације (дозволе за пословање у OFF).

## Карактеристике
Основне карактеристике типичног офшор центра су: 
- примарна пословна оријентација је на пословању са нерезидентима,
- постојање повољног пословног окружења (ниски стандарди надзора пословања,

минимални захтеви у погледу пословања и сл) и 
- ниско или нулто пореско оптерећење.

Офшор центри су примарно седишта кастоди ентитета који чувају и управљају хартијама од вредности за рачун клијената који нису резиденти OFC. ММФ дефинише офшор центре као јурисдикцију у чијој међународној инвестиционој позицији финансијска актива учествује са више од 50% БДП, а у апсолутном износу је већа од једне милијарде долара.

## Земље које се дефинишу као ОФЦ
Процењује се да постоји укупно 46 земаља (територија) која се могу дефинисати као офшор финансијски центри (према проценама ММФ-а), односно њих 42 (према проценама Форума за финансијску безбедност).
То су: Андора, Ангила, Антигва и Барбуда, Аруба, Бахами, Бахреин, Барбадос, Белизе, Бермуди, Британска Девичанска Острва, Кајманска острва, Кукова острва, Костарика, Кипар, Гибралтар, Гернзи, Хонгконг, Ирска, Острво Ман, Џерзи, Либан, Лихтенштајн, Луксембург, Макао, Малезија, Малта, Маршалска острва, Маурицијус, Монако, Науру, Холандски Антили, Нијуе, Панама, Самоа, Сејшели, Сингапур, Сент Винсент и Гренадини, Швајцарска, Вануату, Доминикана, Гренада, Монсерат и Палау.